# Zwykły przypadek
Zwykły przypadek (ros. Простой случай, Prostoj słuczaj) – film radziecki w reżyserii Wsiewołoda Pudowkina i Michaiła Dollera z 1932 roku. Film powstał na motywach utworu Michaiła Kolcowa.

## Fabuła
Po wojnie domowej do domu wracają trzej czerwonoarmiści: Łangowoj, Żełtikow i wujek Sasza. Zatrudniają się w sztabie wojskowym i mieszkają w przydzielonych im pokojach. Żełtikow i wujek Sasza w jednym, zaś Łangowoj i jego żona Maszeńska w drugim. Gdy Maszeńka wyjeżdża w odwiedziny do rodziców, Łangowoj zakochuje się w innej. Jego towarzysze broni mają nadzieję, że to chwilowe zauroczenie.

## Obsada
- Aleksandr Baturin (Александр Батурин) Łangowoj
- Jewgienija Rosulina (Евгения Рогулина) Maszeńska
- Aleksandr Czistiakow (Александр Чистяков) wujek Sasza
- W. Kuźmicz (В. Кузьмич) Żełtikow
- M. Biełousowa (М. Белоусова) młoda dziewczyna
- Andriej Gorczilin (Андрей Горчилин) robotnik
- Anna Czekułajewa (Анна Чекулаева) żona robotnika
- Iwan Nowosielcow (Иван Новосельцев) Wasia
- Afanasij Biełow (Афанасий Белов) Grisza
- Władimir Uralski (Владимир Уральский) ranny żołnierz

## Twórcy filmu
- Michaił Doller (Михаил Доллер) reżyser
- Wsiewołod Pudowkin reżyser
- Aleksandr Wżeszewski (Александр Ржешевский) scenarzysta
- Gieorgij Bobrow (Георгий Бобров) zdjęcia
- Grigorij Kabałow (Григорий Кабалов) zdjęcia
- Siergiej Kozłowski (Сергей Козловский) scenografia